# Zakład Komunikacji Miejskiej w Zawierciu
Zakład Komunikacji Miejskiej w Zawierciu – przedsiębiorstwo komunikacji miejskiej zajmujące się masowym przewozem pasażerów na terenie Zawiercia i okolic.

## Historia
Komunikacja miejska została w Zawierciu uruchomiona 2 sierpnia 1982 roku. Na początku uruchomiono 4 linie (711, 712, 713 i 714), obsługiwane jedynie w dni robocze przez 10 wyremontowanych autobusów marki Jelcz 272 MEX. Autobusy Jelcz zastąpiono Ikarusami 260. Uruchomiono nową linię 714Bis, zmieniono rozkład jazdy, zwiększono liczbę autobusów, wprowadzono nowe autobusy (Ikarus 260, Jelcz M11).
1 października 1991 roku powstało Przedsiębiorstwo Komunikacji Miejskiej w Zawierciu, które w grudniu 1992 roku zostało skomunalizowane i przekształcone w Przedsiębiorstwo Transportowo-Komunikacyjne Spółka z o.o.
Do tego przedsiębiorstwa 31 grudnia 1992 roku włączono mienie i pracowników Przedsiębiorstwa Transportowo-Handlowego Transbud. W ten sposób PT-K Zawiercie rozpoczął oferowanie usług transportowych oraz sprzedaż paliwa, posiadając 18 autobusów, 35 samochodów ciężarowych, 2 koparki, 2 dźwigi oraz 33 przyczepy i naczepy.
Od lutego 1994 roku nastąpiła reorganizacja istniejących linii (w tym zmiana oznakowania linii z trzycyfrowych na dwucyfrowe), uruchomiono też nowe. Dalsze reorganizacje linii nastąpiły w latach: 1995, 1996 i 1999. Od 1 listopada 1999 roku rozpoczęto zmianę oznakowania linii na jednocyfrowe.
1 kwietnia 2003 roku w miejsce spółki Przedsiębiorstwo Transportowo-Komunikacyjne w Zawierciu został utworzony Zakład Komunikacji Miejskiej w Zawierciu, który przejął mienie i pracowników PT-K. Układ i oznaczenie linii pozostały bez zmian.